# Quận Brewster, Texas
Quận Brewster (tiếng Anh: Brewster County) là một quận trong tiểu bang Texas, Hoa Kỳ. Quận lỵ đóng ở thành phố Alpine.6
Đây là quận lớn nhất ở Texas về diện tích.